# Cyphon spinulosus
Cyphon spinulosus es una especie de coleóptero de la familia Scirtidae.

## Distribución geográfica
Habita en California (Estados Unidos).